# Kluskapelle (Goslar)

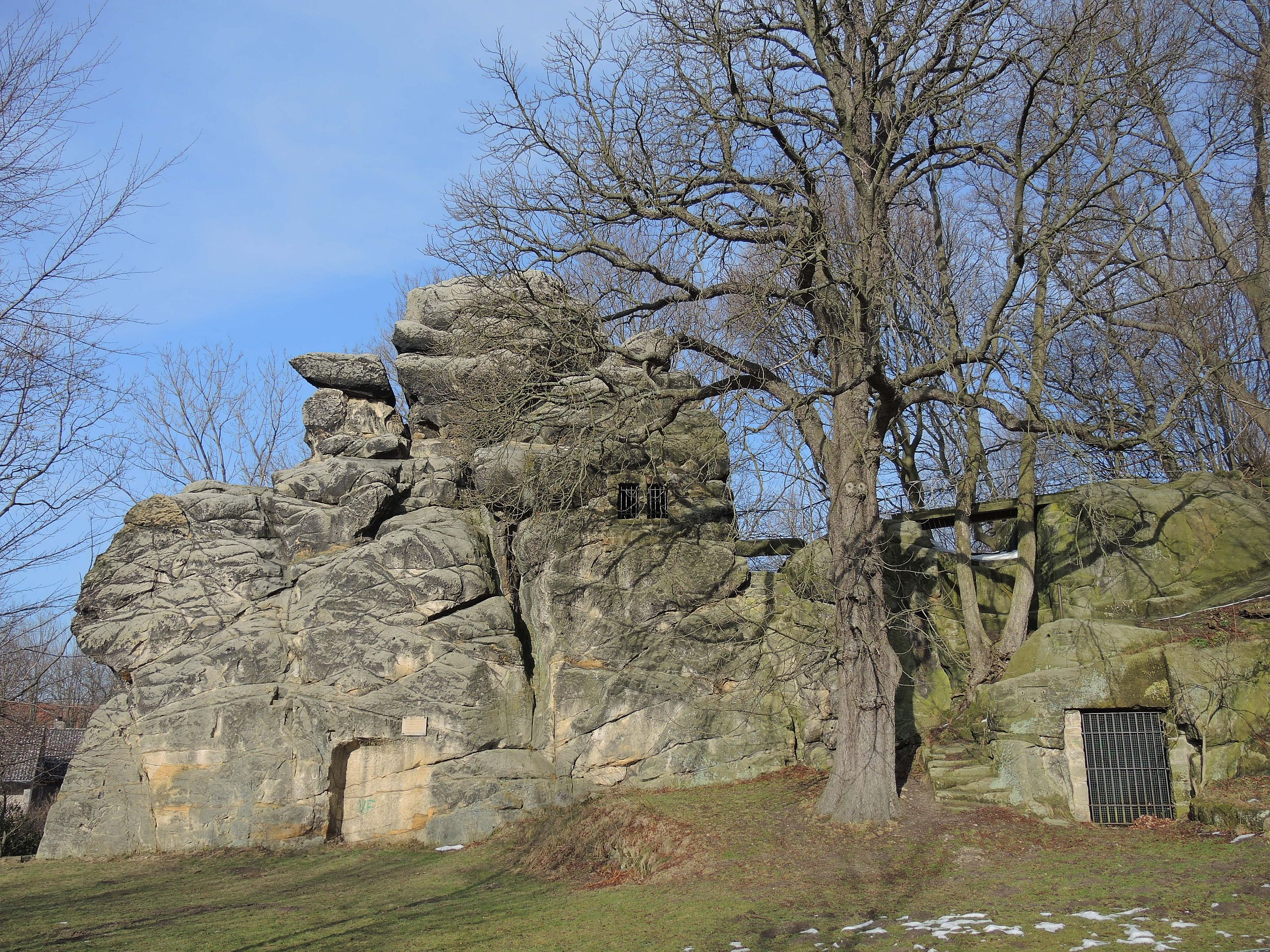
Klusfelsen, rechts Eingang zur Siedelei, daneben Anfang der Steintreppe zur Kapelle

Die Kluskapelle (auch Marienkapelle) ist ein Andachtsraum (Klus) im Gestein des Klusfelsens in Goslar.

## Lage und Aufbau
Die Kluskapelle ist eine direkt in den Fels gehauene Kapelle im oberen Teil des Klusfelsens. Sie wird über eine ebenfalls in den Stein gehauene Treppe und eine Brücke erreicht. Der Treppenaufstieg beginnt direkt neben dem Eingang der Einsiedelei, führt im Bogen darüber weg und folgend über die Brücke auf den Absatz vor dem Eingang zur Klus. Das kleine Plateau ist künstlich geglättet worden. Der Kapellenraum hat neben dem Eingang noch zwei Fenster. Innerhalb der Kapelle befindet sich eine aus den Stein gehauene Altarnische und die Replik einer Marienstatue, deren Original im Stadtmuseum Goslar deponiert ist. Zum Schutz vor Vandalismus sind alle Öffnungen sowohl der Einsiedelei als auch der Kapelle durch Gitter verschlossen.

## Geschichte
Der Klusfelsen als Kultstätte kann bis ins Neolithikum zurückverfolgt werden. 1169 wurde die Einsiedelei erstmals urkundlich erwähnt. Die Kapelle soll nach Überlieferungen zu diesem Zeitpunkt schon zwei Jahre bestanden haben. Bis zum Anfang des 19. Jahrhunderts diente sie als Andachts- und Gebetsraum. 1980 begann der Rotarier Club Goslar mit der Renovierung der Kapelle. Die Brücke wurde dabei neu angelegt.

## Galerie

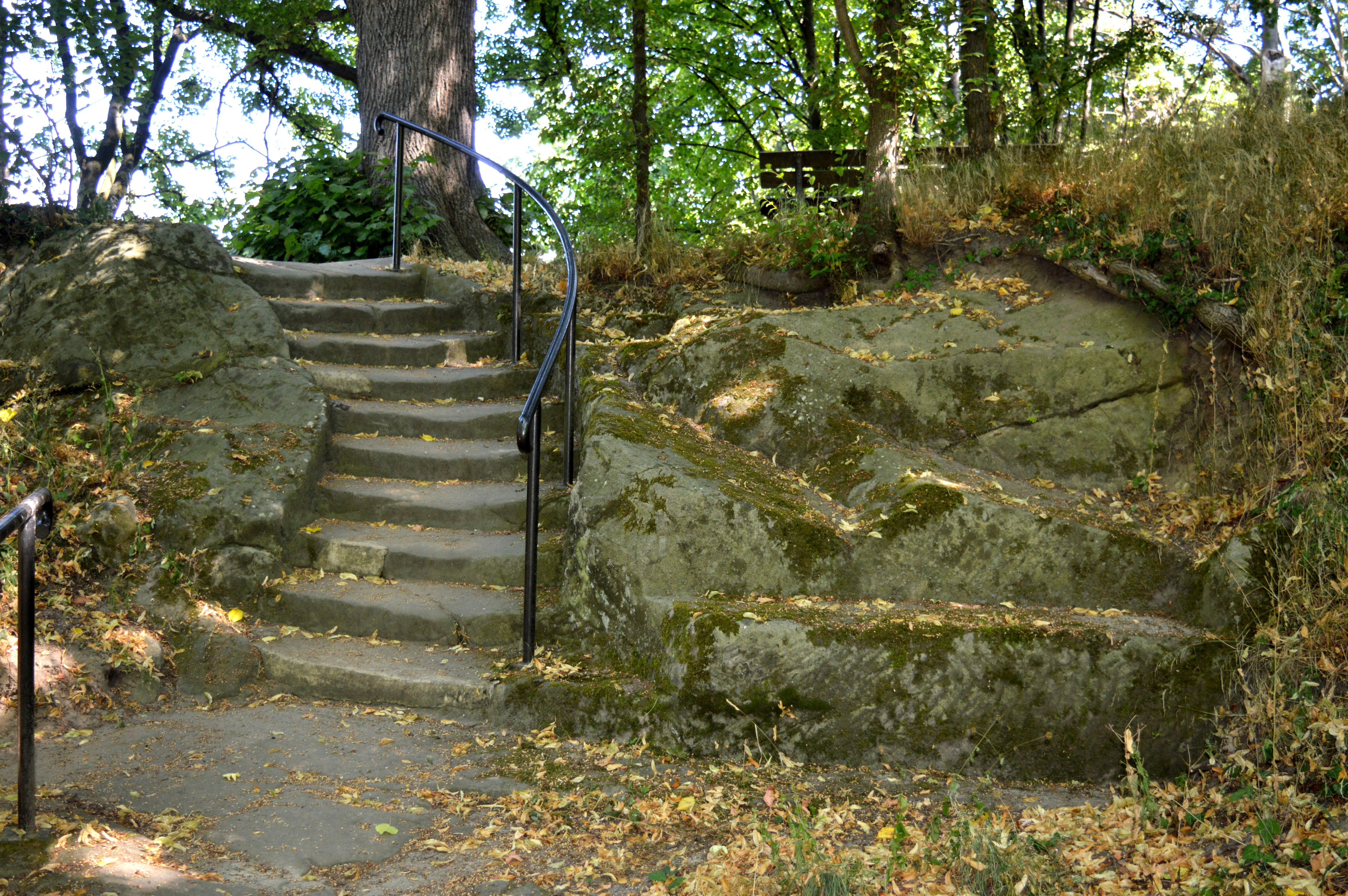
Teil des Aufstiegs
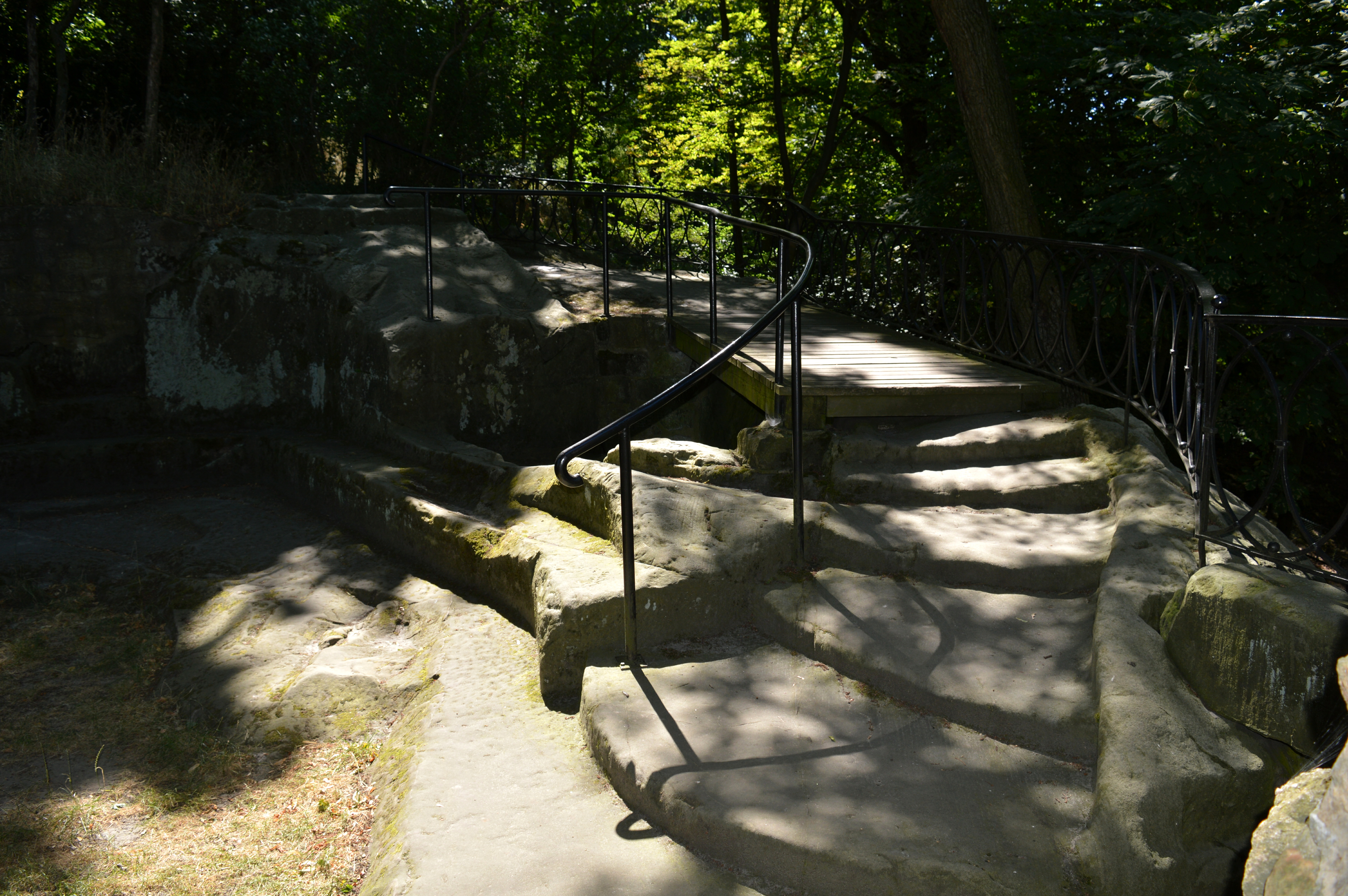
Treppe über der Siedelei und Brücke
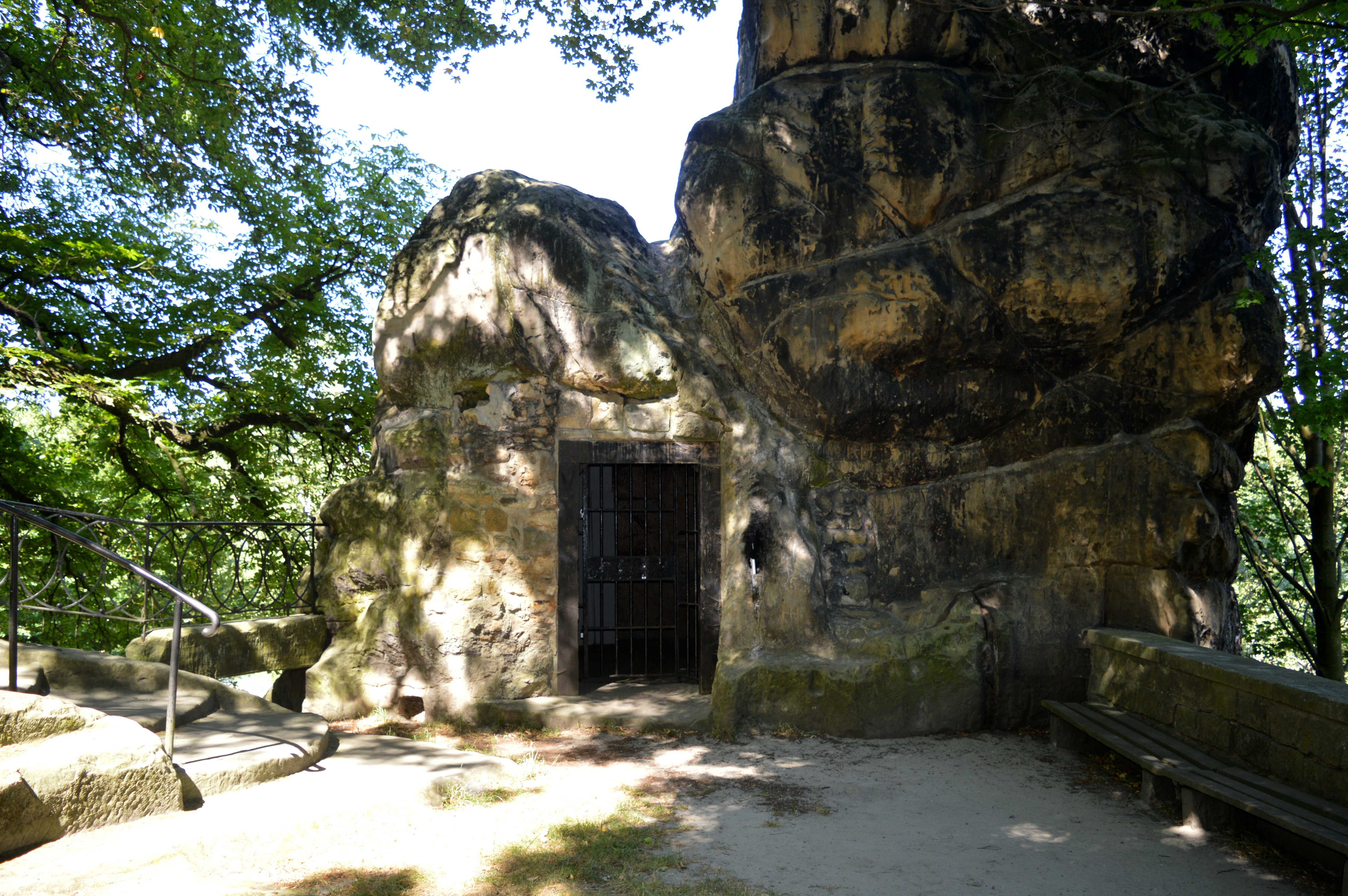
Plateau und Eingang zur Kapelle
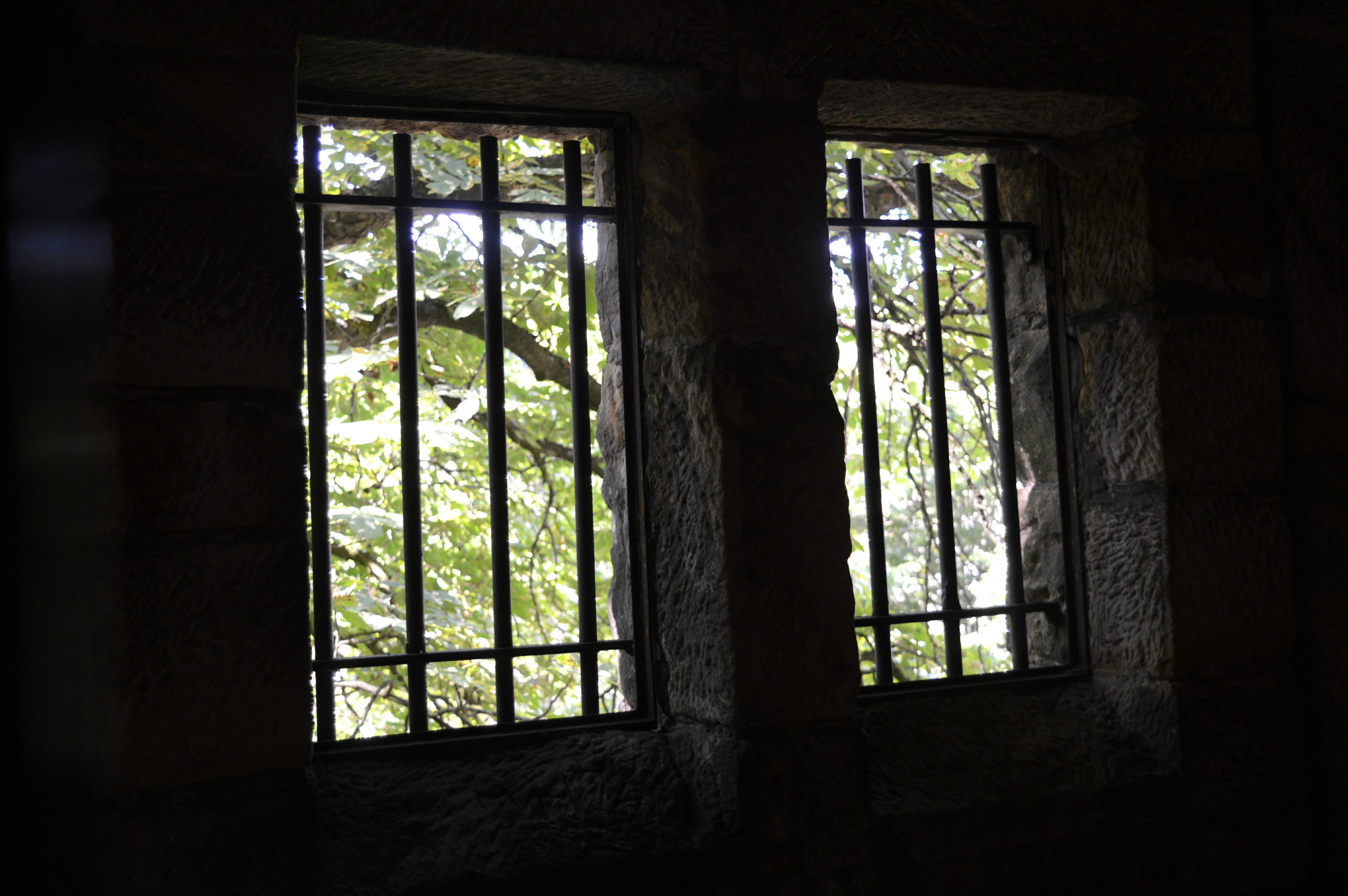
Die zwei Fenster der Kapelle
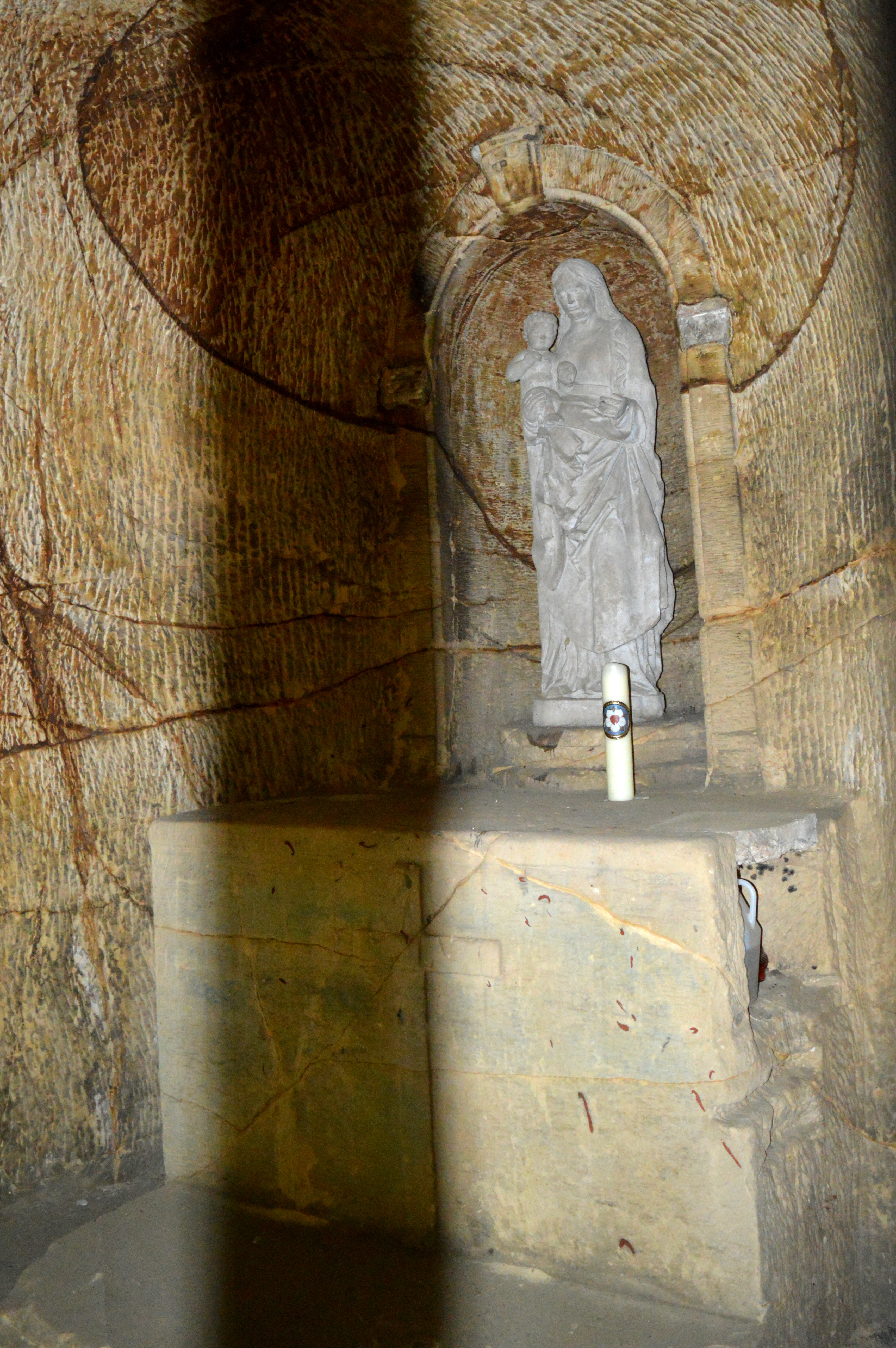
Altar mit Marienstatue